# Химмигхофен
Химмигхофен (нем. Himmighofen) — община в Германии, в земле Рейнланд-Пфальц. 
Входит в состав района Рейн-Лан. Подчиняется управлению Настеттен.  Население составляет 324 человека (на 31 декабря 2010 года). Занимает площадь 5,03 км².